# Nati nel 1953/Luglio
| Questa pagina contiene informazioni ricavate automaticamente dalle voci biografiche con l'ausilio del template Bio e di un bot. L'aggiornamento è periodico e automatico e ricostruisce completamente la pagina. Se manca una persona in questa lista, sei pregato di non aggiungerla, ma accertati piuttosto che la sua voce biografica contenga il template Bio e che i dati anagrafici siano correttamente compilati. Se il template Bio manca, inseriscilo tu stesso o, in alternativa, metti l'avviso {{tmp\|Bio}} che ne segnala la mancanza. Se i dati riportati sono sbagliati, correggi direttamente la voce biografica; le modifiche saranno visibili in questa lista entro pochi giorni. Per chiarimenti vedi il progetto biografie. La lista contiene solo le 271 persone che sono citate nell'enciclopedia e per le quali è stato implementato correttamente il template Bio. Pagina aggiornata al 18 ago 2025. |

- 1º luglio - Michele Arnaboldi, architetto e urbanista svizzero († 2024)
- 1º luglio - Catherine Ferry, cantante francese
- 1º luglio - Mike Haynes, giocatore di football americano statunitense
- 1º luglio - Ramón Hernández, ex schermidore cubano
- 1º luglio - Jadranka Kosor, politica e giornalista croata
- 1º luglio - Giuseppe Menardi, politico e ingegnere italiano
- 1º luglio - Sangay Ngedup, politico bhutanese
- 1º luglio - Mike Sands, ex atleta bahamense
- 1º luglio - Ted Simonett, attore canadese
- 1º luglio - Alan Sunderland, ex calciatore inglese
- 1º luglio - Lorna Turnbull, ex cestista inglese
- 2 luglio - Francesco Casagrande, allenatore di calcio e ex calciatore italiano
- 2 luglio - Mark Hart, musicista e polistrumentista statunitense
- 2 luglio - Giuseppe Piccioni, regista e sceneggiatore italiano
- 2 luglio - Petro Slobodjan, allenatore di calcio e calciatore sovietico († 2020)
- 2 luglio - Randy Weber, politico statunitense
- 3 luglio - Vittorio Bo, editore italiano
- 3 luglio - Bob Carrington, ex cestista statunitense
- 3 luglio - Giuseppe Giavardi, allenatore di calcio e ex calciatore italiano
- 3 luglio - Jackson Kaujeua, cantante, musicista e compositore namibiano († 2010)
- 3 luglio - Mahmoud Latif, politico e ingegnere egiziano
- 3 luglio - Giuseppe Lippi, curatore editoriale, scrittore e traduttore italiano († 2018)
- 3 luglio - Pep Munné, attore spagnolo
- 3 luglio - Paulo Isidoro, ex calciatore brasiliano
- 3 luglio - Fabrizio Serra, editore italiano
- 3 luglio - Lotta Sollander, ex sciatrice alpina svedese
- 3 luglio - Carlo Toffalori, logico e matematico italiano
- 3 luglio - Dragan Velikić, scrittore e diplomatico serbo
- 4 luglio - Marcello Bazzana, saltatore con gli sci italiano († 2011)
- 4 luglio - Milan Chalupa, ex hockeista su ghiaccio cecoslovacco
- 4 luglio - Nicoletta Costa, scrittrice e disegnatrice italiana
- 4 luglio - Stefano Fava, truccatore italiano († 2011)
- 4 luglio - Santiago Formoso, ex calciatore statunitense
- 4 luglio - Mandy Morgan, ex tennista australiana
- 5 luglio - Gaby Bartel, ex cestista tedesca
- 5 luglio - Elizabeth Emanuel, stilista britannica
- 5 luglio - Paolo Fontanelli, politico italiano
- 5 luglio - Nadia Hilou, politica palestinese († 2015)
- 5 luglio - John Holland, ex calciatore maltese
- 5 luglio - Geraldine Peroni, montatrice statunitense († 2004)
- 5 luglio - Stefano Trevisanello, allenatore di calcio, dirigente sportivo e ex calciatore italiano
- 6 luglio - Stanley DeSantis, attore statunitense († 2005)
- 6 luglio - Pier Cristoforo Giulianotti, chirurgo italiano
- 6 luglio - Nanci Griffith, cantautrice e chitarrista statunitense († 2021)
- 6 luglio - Reneta Indžova, politica bulgara
- 6 luglio - Aleksandra Ovčinnikova, ex cestista sovietica
- 6 luglio - Saint-Ange Vebobe, cestista francese († 2022)
- 7 luglio - Judy Chu, politica statunitense
- 7 luglio - Kaballà, musicista e cantautore italiano
- 7 luglio - Gottfried Vollmer, attore tedesco
- 8 luglio - Madeleine Boll, ex calciatrice svizzera
- 8 luglio - Bishop Dolegiewicz, discobolo e pesista canadese († 2008)
- 8 luglio - Ferenc Kocsis, ex lottatore ungherese
- 8 luglio - Zhou Long, compositore cinese
- 8 luglio - Vincenzo Carmine Orofino, vescovo cattolico italiano
- 9 luglio - George Bucci, ex cestista e ex giocatore di baseball statunitense
- 9 luglio - Dave Camp, politico e avvocato statunitense
- 9 luglio - Fernando Caride, attore argentino
- 9 luglio - Domenico Carpanini, politico italiano († 2001)
- 9 luglio - Major Jones, ex cestista statunitense
- 9 luglio - Lennart Larsson, ex calciatore svedese
- 9 luglio - Thomas Ligotti, scrittore e saggista statunitense
- 9 luglio - Walter Steding, artista, musicista e attore statunitense
- 10 luglio - Neal D. Barnard, medico, saggista e attivista statunitense
- 10 luglio - Françoise Bettencourt-Meyers, imprenditrice e filantropa francese
- 10 luglio - Leonid Burjak, ex calciatore e allenatore di calcio sovietico
- 10 luglio - Stan Bush, cantante statunitense
- 10 luglio - Lindy Cochran, ex sciatrice alpina statunitense
- 10 luglio - Rik Emmett, cantante e chitarrista canadese
- 10 luglio - Didier Eribon, sociologo e filosofo francese
- 10 luglio - Peter Gschnitzer, ex slittinista italiano
- 10 luglio - Édouard Guillaud, ammiraglio francese
- 10 luglio - Billy Jack Haynes, ex wrestler statunitense
- 10 luglio - Hisako, principessa Takamado, principessa giapponese
- 10 luglio - Chōhei Kambayashi, scrittore giapponese
- 10 luglio - Kim Hee-tae, ex calciatore sudcoreano
- 10 luglio - Marcella Liburd, politica nevisiana
- 10 luglio - Alessandro Massignani, storico italiano
- 10 luglio - Zoogz Rift, cantautore statunitense († 2011)
- 10 luglio - Marco Rodríguez, attore statunitense
- 10 luglio - Tat'jana Veniaminovna Vedeneeva, attrice, conduttrice televisiva e giornalista russa
- 10 luglio - Francesco Verdinelli, compositore, musicista e regista italiano
- 11 luglio - Angélica Aragón, attrice messicana
- 11 luglio - Cats Falck, giornalista svedese († 1984)
- 11 luglio - Pedro Fleitas, ex calciatore paraguaiano
- 11 luglio - Jair Gaúcho, ex calciatore brasiliano
- 11 luglio - Miho Matsuoka, ex cestista giapponese
- 11 luglio - Patricia Reyes Spíndola, attrice, regista e produttrice cinematografica messicana
- 11 luglio - Leon Spinks, pugile statunitense († 2021)
- 11 luglio - Mindy Sterling, attrice e doppiatrice statunitense
- 11 luglio - Paul Weiland, regista e sceneggiatore inglese
- 12 luglio - John Ausonius, criminale e assassino svedese
- 12 luglio - Boris Beravs, ex cestista jugoslavo
- 12 luglio - Juan Espínola, ex calciatore paraguaiano
- 12 luglio - Georgina Mace, ecologa britannica († 2020)
- 12 luglio - Zoran Mustur, ex pallanuotista e allenatore di pallanuoto jugoslavo
- 12 luglio - Ken Smith, ex cestista statunitense
- 12 luglio - Antonella Tarpino, storica e saggista italiana
- 12 luglio - Yōko Watanabe, soprano giapponese († 2004)
- 13 luglio - Gil Birmingham, attore e doppiatore statunitense
- 13 luglio - Ian Bolton, ex calciatore inglese
- 13 luglio - Violeta Dinescu, compositrice, pianista e docente rumena
- 13 luglio - Rosemary Dunsmore, attrice canadese
- 13 luglio - Zoltán Kereki, ex calciatore ungherese
- 14 luglio - Andrea Bevilacqua, regista italiano
- 14 luglio - Bebe Buell, modella, cantante e manager statunitense
- 14 luglio - Lino Capra Vaccina, musicista italiano
- 14 luglio - Marcello Capra, chitarrista e compositore italiano
- 14 luglio - Dorothée, conduttrice televisiva, cantante e attrice francese
- 14 luglio - Victor Kempster, scenografo statunitense
- 14 luglio - Giuseppe Marchionna, politico e economista italiano
- 14 luglio - Didier Marouani, musicista monegasco
- 14 luglio - Katsuya Okada, politico giapponese
- 14 luglio - J. A. C. Redford, compositore, direttore d'orchestra e arrangiatore statunitense
- 15 luglio - Alan Ainscow, ex calciatore inglese
- 15 luglio - Jean-Bertrand Aristide, politico haitiano
- 15 luglio - Neda Arnerić, attrice e politica serba († 2020)
- 15 luglio - Norton Barnhill, ex cestista statunitense
- 15 luglio - Alicia Bridges, cantante statunitense
- 15 luglio - Tuanku Haminah Hamidun, sovrana malese
- 15 luglio - Giordano Cinquetti, allenatore di calcio e ex calciatore italiano
- 15 luglio - Michaël Dudok de Wit, regista, sceneggiatore e animatore olandese
- 15 luglio - Cathy Larmouth, modella statunitense († 2007)
- 15 luglio - Even Pellerud, allenatore di calcio e ex calciatore norvegese
- 15 luglio - Stefano Salvi, personaggio televisivo e giornalista italiano
- 15 luglio - Galina Savinkova, ex discobola sovietica
- 15 luglio - Martin Vidović, arcivescovo cattolico croato
- 15 luglio - Stefano Zuccherini, sindacalista e politico italiano († 2021)
- 16 luglio - Martin J. Barrington, dirigente d'azienda statunitense
- 16 luglio - Mirko Bernardi, ex ciclista su strada italiano
- 16 luglio - Mauro Ceruti, filosofo e politico italiano
- 16 luglio - Paolo Desideri, architetto italiano
- 16 luglio - Richard Margison, tenore canadese
- 16 luglio - Dean Ornish, medico e nutrizionista statunitense
- 16 luglio - Philece Sampler, attrice e doppiatrice statunitense († 2021)
- 16 luglio - Aleksandr Samsonov, ex nuotatore sovietico
- 17 luglio - Giovanni Badino, fisico, speleologo e esploratore italiano († 2017)
- 17 luglio - Brian Bullard, ballerino, coreografo e insegnante statunitense
- 17 luglio - Thomas Carter, regista, produttore televisivo e attore statunitense
- 17 luglio - Élisabeth Crouzet-Pavan, storica e docente francese
- 17 luglio - Feliciano Di Blasi, preparatore atletico italiano
- 17 luglio - Gianni Marilotti, scrittore e politico italiano
- 17 luglio - Martha Cheung, linguista e traduttrice cinese († 2013)
- 17 luglio - Mike Thomas, giocatore di football americano statunitense († 2019)
- 17 luglio - Roi Vaara, artista finlandese
- 18 luglio - Peter Brine, ex calciatore inglese
- 18 luglio - Ivan Frgić, lottatore jugoslavo († 2015)
- 18 luglio - Trendafil Stojčev, ex sollevatore bulgaro
- 19 luglio - Nick Deacy, ex calciatore gallese
- 19 luglio - René Houseman, calciatore argentino († 2018)
- 19 luglio - Thomas Losonczy, ex schermidore statunitense
- 19 luglio - John Murphy, ex nuotatore statunitense
- 19 luglio - Shōichi Nakagawa, politico giapponese († 2009)
- 19 luglio - Annamaria Palma, magistrato italiano
- 19 luglio - Silvio Pozzoli, cantante italiano
- 19 luglio - Howard Schultz, imprenditore statunitense
- 19 luglio - Pasquale Valentini, politico sammarinese
- 20 luglio - Vladimir Akimov, pallanuotista sovietico († 1987)
- 20 luglio - The Angel of Death, wrestler statunitense († 2007)
- 20 luglio - Thomas Lauren Friedman, saggista statunitense
- 20 luglio - Lee Garlington, attrice statunitense
- 20 luglio - Marcia Hines, cantante, attrice e personaggio televisivo australiana
- 20 luglio - Ladislav Jurkemik, allenatore di calcio e ex calciatore cecoslovacco
- 20 luglio - Gianni Lambruschi, allenatore di pallacanestro italiano
- 20 luglio - Sidrack Marinho dos Santos, ex arbitro di calcio brasiliano
- 20 luglio - Rocky Mattioli, ex pugile italiano
- 20 luglio - Jan Peters, ex calciatore olandese
- 20 luglio - Vlastimil Petržela, allenatore di calcio e ex calciatore cecoslovacco
- 21 luglio - José María Amorrortu, allenatore di calcio e ex calciatore spagnolo
- 21 luglio - Emanuela Audisio, giornalista e scrittrice italiana
- 21 luglio - Eric Bazilian, cantautore e polistrumentista statunitense
- 21 luglio - Sylvia Chang, attrice, regista e produttrice cinematografica taiwanese
- 21 luglio - Thomas Emmrich, ex tennista tedesco orientale
- 21 luglio - David Ervine, politico britannico († 2007)
- 21 luglio - Bernie Fraser, ex rugbista a 15 neozelandese
- 21 luglio - Daniela Goggi, attrice, cantante e conduttrice televisiva italiana
- 21 luglio - Harald Nickel, calciatore tedesco († 2019)
- 21 luglio - Momir Petković, ex lottatore jugoslavo
- 21 luglio - Radoslav Petković, scrittore serbo († 2024)
- 21 luglio - Brian Talbot, allenatore di calcio e ex calciatore britannico
- 22 luglio - Paolo Frescura, cantautore, compositore e editore musicale italiano
- 22 luglio - Brian Howe, cantautore e polistrumentista britannico († 2020)
- 22 luglio - Paolo Monello, politico italiano
- 22 luglio - René Vandereycken, allenatore di calcio e ex calciatore belga
- 23 luglio - Claude Barzotti, cantante belga († 2023)
- 23 luglio - Nikolaj Bažukov, fondista sovietico
- 23 luglio - Gavin Bocquet, scenografo britannico
- 23 luglio - Bogdan Konopka, fotografo e critico d'arte polacco († 2019)
- 23 luglio - Ana Botella, politica spagnola
- 23 luglio - Michael Kind, attore tedesco
- 23 luglio - Najib Razak, politico malese
- 23 luglio - Hezekiah Ochuka, militare keniota († 1987)
- 23 luglio - Karl-Heinz Radschinsky, ex sollevatore tedesco occidentale
- 23 luglio - Georgina Rizk, modella libanese
- 23 luglio - Brent Sexton, ex giocatore di football americano statunitense
- 23 luglio - Axel Tyll, ex calciatore tedesco orientale
- 24 luglio - Stefano Disegni, disegnatore e musicista italiano
- 24 luglio - Sergio Facchi, ex calciatore italiano
- 24 luglio - Jon Faddis, trombettista, direttore d'orchestra e compositore statunitense
- 24 luglio - Alberto Feri, cantante italiano
- 24 luglio - Steve Grogan, ex giocatore di football americano statunitense
- 24 luglio - Santiago Idígoras, ex calciatore spagnolo
- 24 luglio - Paulo Sérgio de Oliveira Lima, ex calciatore brasiliano
- 24 luglio - Marianne Ranner, ex sciatrice alpina austriaca
- 24 luglio - Rossella, cantante italiana
- 24 luglio - Ivo Scapolo, arcivescovo cattolico e diplomatico italiano
- 24 luglio - Garry Shider, chitarrista statunitense († 2010)
- 25 luglio - Chantal Gilbert, ex schermitrice canadese
- 25 luglio - Džemal Hadžiabdić, allenatore di calcio e ex calciatore bosniaco
- 25 luglio - Ariël Jacobs, allenatore di calcio e ex calciatore belga
- 25 luglio - Charles Jude, ex ballerino, direttore artistico e coreografo francese
- 25 luglio - Gigi Marzullo, giornalista, conduttore televisivo e personaggio televisivo italiano
- 25 luglio - Walter Payton, giocatore di football americano statunitense († 1999)
- 25 luglio - Marcello Pezzetti, storico italiano
- 25 luglio - Giorgio Sbrocco, giornalista, rugbista a 15 e allenatore di rugby a 15 italiano († 2018)
- 25 luglio - Santiago Ziesmer, attore, doppiatore e conduttore radiofonico tedesco
- 25 luglio - Robert Zoellick, politico statunitense
- 26 luglio - Roman Doubrovkine, traduttore e critico letterario |Nazionalità = russo
- 26 luglio - Lesli Linka Glatter, regista statunitense
- 26 luglio - Paul Hammond, ex calciatore inglese
- 26 luglio - Erik Karlsen, ex calciatore norvegese
- 26 luglio - Lee Young-moo, allenatore di calcio e ex calciatore sudcoreano
- 26 luglio - Pekka Lyyski, allenatore di calcio finlandese
- 26 luglio - Felix Magath, allenatore di calcio e ex calciatore tedesco
- 26 luglio - Willi Melliger, cavaliere svizzero († 2018)
- 26 luglio - Tom Ruud, giocatore di football americano statunitense
- 26 luglio - Earl Tatum, ex cestista statunitense
- 26 luglio - Mario Tosa, carabiniere italiano († 1979)
- 26 luglio - Sonam Choden Wangchuck, principessa bhutanese
- 26 luglio - Renzo Zagnoni, storico italiano
- 27 luglio - Damário Dacruz, poeta, fotografo e giornalista brasiliano († 2010)
- 27 luglio - Gus Gerard, ex cestista statunitense
- 27 luglio - Mike Hartenstine, ex giocatore di football americano statunitense
- 27 luglio - Béla Katzirz, ex calciatore ungherese
- 27 luglio - Vittorio Manzari, microbiologo italiano
- 27 luglio - Pedro López Quintana, arcivescovo cattolico spagnolo
- 28 luglio - Guilherme Arantes, cantante, pianista e compositore brasiliano
- 28 luglio - Don Black, politico statunitense
- 28 luglio - Elio De Capitani, attore e regista italiano
- 28 luglio - Guadalupe Larriva, politica ecuadoriana († 2007)
- 28 luglio - Gennaro Malgieri, politico, giornalista e saggista italiano
- 28 luglio - Gilles Rampillon, ex calciatore francese
- 28 luglio - Vladimir Rušajlo, politico russo
- 28 luglio - Bernard Simondi, allenatore di calcio, dirigente sportivo e ex calciatore francese
- 29 luglio - Dominique Bona, scrittrice francese
- 29 luglio - Ken Burns, regista statunitense
- 29 luglio - Tim Gunn, stilista e personaggio televisivo statunitense
- 29 luglio - Geddy Lee, polistrumentista e cantante canadese
- 29 luglio - Rodante Marcoleta, politico filippino
- 29 luglio - Frank McGuinness, drammaturgo e poeta irlandese
- 29 luglio - Teresa Orlowski, produttrice cinematografica e ex attrice pornografica polacca
- 29 luglio - Patrizio Peci, ex brigatista e collaboratore di giustizia italiano
- 29 luglio - Patti Scialfa, cantante statunitense
- 29 luglio - Pёtr Zaev, pugile sovietico († 2014)
- 30 luglio - Aleksandr Nikolaevič Balandin, cosmonauta sovietico
- 30 luglio - Maria Rosaria Capobianchi, biologa italiana
- 30 luglio - Phil Davis, scrittore, attore e regista britannico
- 30 luglio - Anne Linnet, cantante danese
- 30 luglio - Raffaele Palma, scrittore, disegnatore e umorista italiano
- 30 luglio - Vladimir Pavlenko, schermidore sovietico († 2023)
- 30 luglio - Heribert Prantl, giornalista tedesco
- 30 luglio - Debra Waples, ex schermitrice statunitense
- 31 luglio - Massimo Aparo, ingegnere italiano
- 31 luglio - Ignacio Flores, calciatore messicano († 2011)
- 31 luglio - Mike Flynn, ex cestista statunitense
- 31 luglio - Tōru Furuya, attore e doppiatore giapponese
- 31 luglio - Hugo Gottardi, ex calciatore argentino
- 31 luglio - Fiorenza Marchegiani, attrice italiana
- 31 luglio - Hugh McDowell, violoncellista britannico († 2018)
- 31 luglio - Pu Cunxin, attore cinese
- 31 luglio - James Read, attore statunitense